# Evgueni Petrov (écrivain)
Pour les articles homonymes, voir Evgueni Petrov et Petrov.
Evgueni Petrov (en russe : Евгений Петров) est le nom de plume d'Evgueni Petrovitch Kataïev (russe : Евгений Петрович Катаев ; ukrainien : Євген Петрович Катаєв), né le 30 novembre 1902 ou 1903 (13 décembre 1902 ou 1903 dans le calendrier grégorien) à Odessa et mort dans l'oblast de Rostov le 2 juillet 1942, est un auteur soviétique populaire des années 1920 et 1930.
Il a souvent travaillé en collaboration avec Ilya Ilf sous le nom collectif Ilf et Petrov.

## Biographie
Après l'invasion de l'Union soviétique par l'Allemagne nazie, Evgueni Petrov devient correspondant de guerre. Il meurt dans un accident d'avion alors qu'il revenait de Sébastopol assiégée.
Evgueni Petrov est le frère du romancier et dramaturge Valentin Kataïev.

## Œuvre
- Sous le nom de Ilf et Petrov, les deux hommes ont écrit le roman satirique Les Douze Chaises, publié en 1928 et sa suite, Le Veau d'or, publié en 1931.
- Son essai Jeunes patriotes (1937) est consacré à Valentina Khetagourova et au mouvement qu'elle a organisé.

## Postérité
- En 1980, Iakov Lourié diffuse un samizdat sur le sort et l'œuvre d'Ilf et Pétrov.
- Le court métrage américain Envelope (2012) réalisé par Aleksy Nuzhny lui est consacré.
- En octobre 2018, une sculpture à Evgueni Petrov et son co-auteur I. Ilf a vu le jour dans la Cour de l'Alphabet cyrillique de la ville bulgare de Pliska[3].